# 4chan

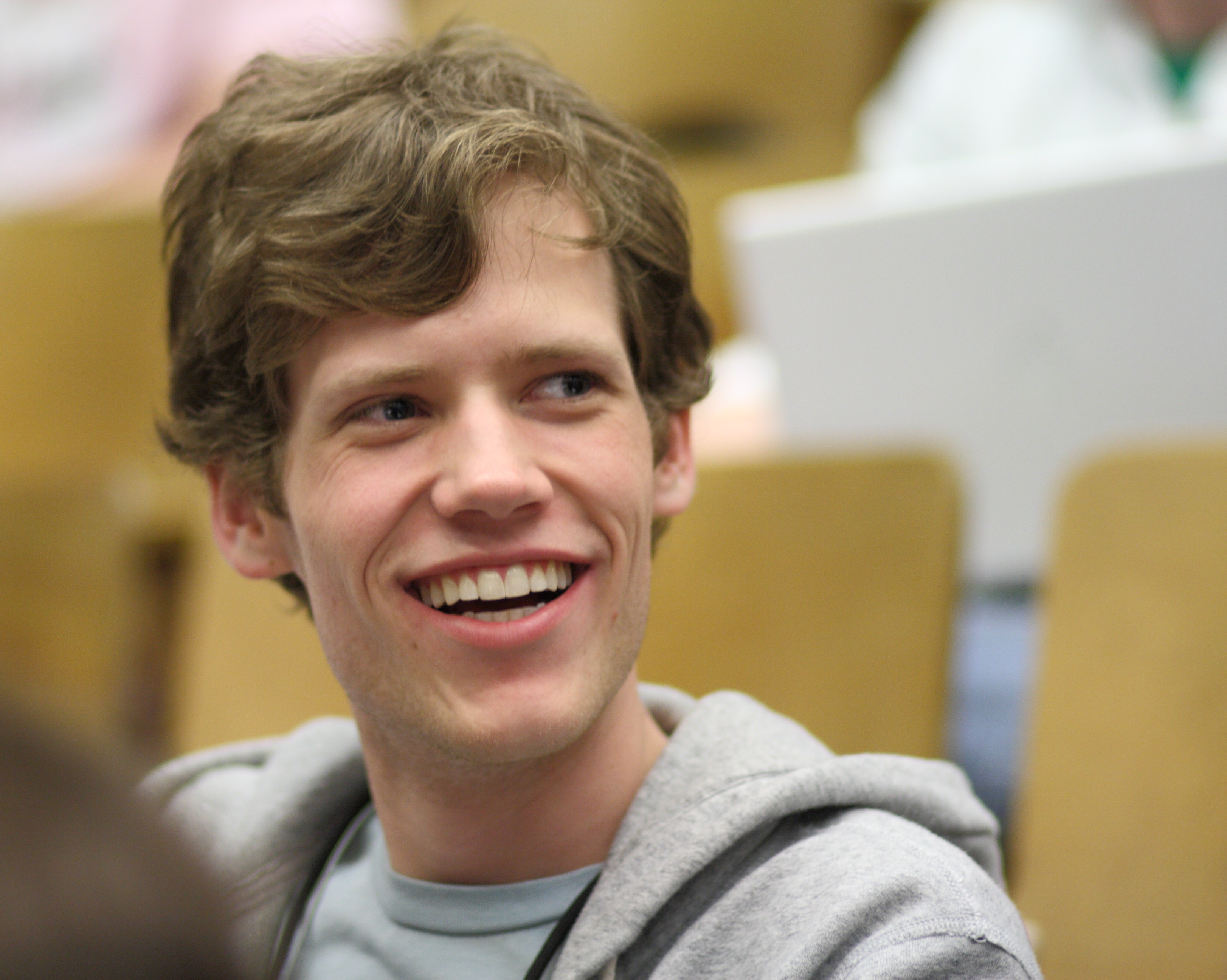
Christopher Poole a la segona ROFLCon (2010)

4chan era un lloc web del tipus imageboard en anglès llançat l'1 d'octubre de 2003. Originalment els seus fòrums van ser utilitzats per publicar imatges i discutir sobre el manga i l'anime. Els seus usuaris generalment publiquen de manera anònima i el lloc web ha estat lligat a les subcultures i el ciberactivisme; el més rellevant és el Projecte Chanology.
Els usuaris de 4chan han estat responsables de la creació i popularització de mems d'Internet com els lolcats, rickrolling, «Chocolate Rain», pedobear i molts altres. El seu fòrum de temàtica lliure, Random, és la seva característica més popular i destacada. Es coneix com a /b/ i les regles de publicació són mínimes. Gawker un cop fent broma va exclamar que «llegint /b/ se't fon el cervell».
La comunitat i cultura Anonymous del lloc web sovint ha provocat l'atenció dels mitjans. El diari The Guardian va descriure a la comunitat de 4chan com a «llunàtica, juvenil... brillant, ridícula i alarmant».

## Mems d'Internet
Els mems d'Internet són eslògans o imatges que es propaguen ràpidament, d'igual a igual, a través d'Internet. Molts mems d'Internet s'han originat a 4chan, generalment a /b/, a causa del seu ràpid moviment i a la psicologia de masses, que permet que el contingut sigui vist ràpidament per un gran nombre d'internautes. 4chan i altres lloc web, com la satírica Encyclopedia Dramatica, també han contribuït al desenvolupament de nombrosos leets.

### Lolcats

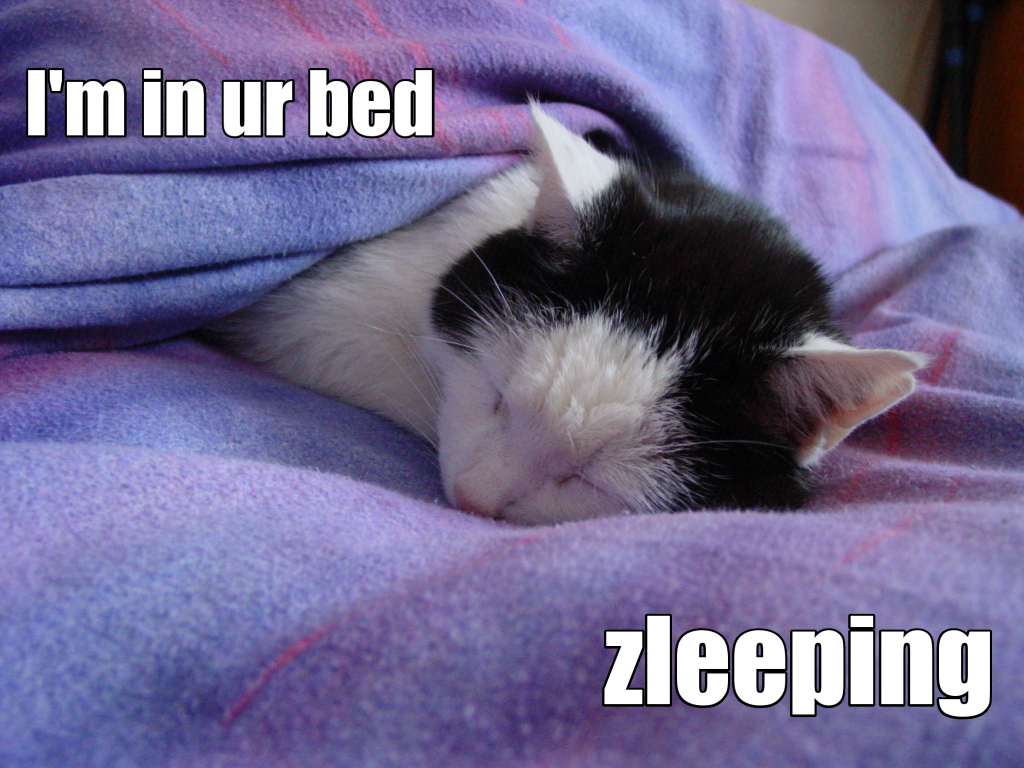
Exemple de lolcat

Amb el terme lolcat hom es refereix a una imatge que combina una fotografia d'un gat amb un text humorístic en anglès amb una ortografia peculiar coneguda com a Kitty Pidgin o Lolspeak, que fa l'efecte que és pronunciat pel mateix animal. Aquest mem es va popularitzar el 2005 a 4chan, lloc web on tots els dissabtes (anomenats «Caturday») els usuaris pengen fotos de gats amb textos humorístics relacionats amb el tema del dia.

### Rickrolling
Rickrolling consisteix en un enllaç trampa disfressat com si fos quelcom d'interès per a l'usuari que ho veu, però que redirigeix cap al vídeoclip de la cançó «Never Gonna Give You Up» (1987), de Rick Astley. Astley el va descriure a Los Angeles Times com a «estrany i divertit».

### «Chocolate Rain»
L'11 de juliol de 2007 es va publicar a 4chan un enllaç al vídeo de YouTube de la cançó «Chocolate Rain», de Tay Zonday, cosa que va incitar a molts internautes a veure el vídeo. El vídeo va esdevenir un mem d'Internet molt popular i va donar lloc a una versió de John Mayer i el bateria de la banda Green Day Tré Cool. El fotograma del videoclip on Zonday s'allunya del micròfon, amb una llegenda que diu en anglès «I move away from the mic to breathe in» («M'allunyo del micro per respirar»), va esdevenir un mem molt repetit a 4chan i se'n van fer adaptacions.

### Boxxy
Catherine «Catie» Wayne, més coneguda com a Boxxy, és una celebritat estatunidenca a la xarxa, coneguda pel seu videoblog de Gaia Online. La seva fama es va iniciar a finals de 2008 i principis de 2009 i llavors es va estendre a altres llocs web, incloent 4chan.

### Pedobear
Pedobear és un mem d'Internet creat el 1996 que es va fer popular a través de 4chan. Com suggereix el seu nom (essent "pedo" un diminutiu de "pedòfil"), és un osset pedòfil, utilitzat per crear macros humorístics sobre temes com la pedofília, la pornografia infantil o el lolicon. Les primeres encarnacions del que seria Pedobear van aparèixer primer el 1996, a 2channel, un popular fòrum japonès d'internet, amb forma d'art ASCII. Aleshores era conegut com Kuma (クマー), que és simplement una exclamació formada per la paraula «ós» (熊), seguida per un chōon (ー).